# Vitalij Mandzin
Vitalij Mandzin (ukrajinsky Віталій Ігорович Мандзин, * 5. dubna 2003 Pidhajci) je ukrajinský biatlonista. 
Biatlonu se věnuje od roku 2013. Ve světovém poháru debutoval v prosinci 2022 v Hochfilzenu, kde ve sprintu dojel na 89. místě.
Ve své dosavadní kariéře nezvítězil ve světovém poháru v žádném individuálním ani kolektivní závodě. Jeho dosud nejlepším individuálním výsledkem je čtvrté místo ze zkráceného vytrvalostního závodu v Kontiolahti z prosince 2024.

## Výsledky

### Mistrovství světa a zimní olympijské hry
| Sezóna  | A  | Místo       | SP  | SZ  | HZ  | IZ  | ŠT | SŠT | SZD | Věk    |
| ------- | -- | ----------- | --- | --- | --- | --- | -- | --- | --- | ------ |
| 2024/25 | MS | Lenzerheide | 36. | 19. | 27. | 17. | 8. | –   | –   | 25 let |

Poznámka: Výsledky z olympijských her a  z mistrovství světa se do hodnocení světového poháru nezapočítávají.